# St. Albanus (Schkeuditz)

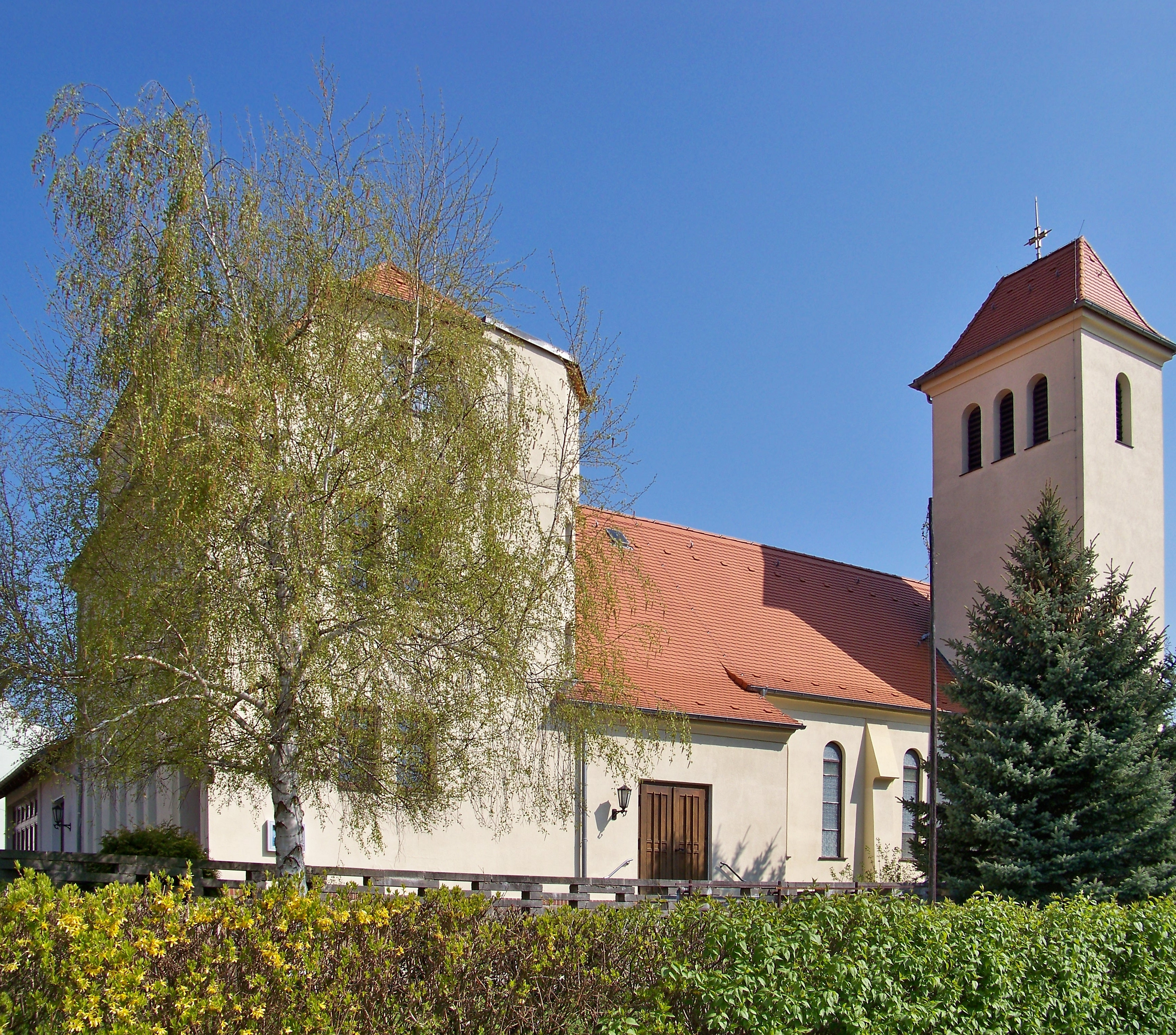
St.-Albanus-Kirche

Die Kirche Sankt Albanus ist die römisch-katholische Kirche in Schkeuditz, einer Stadt im Landkreis Nordsachsen im Nordwesten von Sachsen. Die nach dem heiligen Alban von Mainz benannte Kirche gehört zur Pfarrei St. Franziskus mit Sitz in Halle (Saale), und ist die südöstlichste Kirche im Dekanat Halle (Saale) des Bistums Magdeburg. Das Gotteshaus hat die Adresse Käthe-Kollwitz-Straße 2.

## Geschichte
1544 wurde in Schkeuditz, das damals zum Bistum Merseburg gehörte, die Reformation eingeführt, wodurch die Bevölkerung und die Kirche von Schkeuditz protestantisch wurden.
Nachdem sich im 19. Jahrhundert wieder Katholiken in Schkeuditz niedergelassen hatten, wurden durch den Pfarrer von Halle (Saale) in einem angemieteten Raum in der Mühlenstraße  katholische Gottesdienste gehalten. Um 1870 wurden die Gottesdienste in einen Raum der Gaststätte Karl Ritter, Am Markt 11, verlegt. Um 1883 verlegte man die Gottesdienste in die an der Bahnhofstraße gelegene Gaststätte Lindenhof. Ab 1887 fanden durch Geistliche aus Halle in der Landesheil- und Pflegeanstalt in Altscherbitz monatlich katholische Gottesdienste statt, woran neben den Bewohnern und dem Personal der Anstalt auch die Katholiken von Schkeuditz teilnahmen.
1898 wurde in Schkeuditz das Hausgrundstück Weststraße 5 angekauft, dort wurden vom 22. April 1898 an Gottesdienste gehalten. Am 1. Mai 1898 folgte in dem Gebäude die Eröffnung einer einklassigen katholischen Schule.
1898 erwarb Pfarrer Schwermer aus Halle an der damaligen Friedrichstraße in Schkeuditz ein Grundstück und veräußerte stattdessen 1902 das Hausgrundstück Weststraße 5. 1902 wurde an der Friedrichstraße mit dem Bau eines Missionshauses begonnen.
Ab 1903 betreute die Kirchengemeinde Ammendorf-Radewell die Katholiken in Schkeuditz, von da begann sich in Schkeuditz eine katholische Kirchengemeinde zu bilden. 1904 wurde an das Missionshaus die St.-Albanus-Kirche angebaut, am 24. Juli 1904 erfolgte ihre Benediktion. Der heutige Turm wurde später zugefügt.
1907 wurde die zur Pfarrei St. Franziskus und Elisabeth in Halle gehörende Filialvikarie Schkeuditz gegründet und Schkeuditz bekam einen eigenen Priester, der von da an die zuvor von der Pfarrei Halle gehaltenen Gottesdienste in der Landesheil- und Pflegeanstalt in Altscherbitz fortführte. Von 1911 bis 1913 wurde in der Anstalt die Anstaltskirche Altscherbitz erbaut, in der sowohl evangelische als auch katholische Gottesdienste stattfanden.
Am 1. November 1918 wurde seitens des Bistums Paderborn, zu dem Schkeuditz damals gehörte, die Filialvikarie Schkeuditz zur Filialkirchengemeinde erhoben, sie gehörte zur Pfarrei Halle (Saale). Damals war Bernhard Heinemann Pfarrvikar von Schkeuditz.
Das Preußenkonkordat vom 14. April 1929, durch die Bulle Pastoralis officii nostri vom 13. August 1930 in Vollzug gesetzt, errichtete die Mitteldeutsche Kirchenprovinz. Infolgedessen kam der vom Geistlichen Gericht Erfurt abgetrennte Regierungsbezirk Merseburg mit den Dekanaten Eisleben, Halle/Saale und Wittenberg an das nunmehrige Erzbischöfliche Kommissariat Magdeburg. Zur Pfarrei Halle/Saale im Dekanat Halle/Saale gehörte damals auch die Filialkirchengemeinde Schkeuditz.
Zum 1. März 1946 wurde Franziskanerpater Coelestin Zopp OFM zum Vikar von Schkeuditz mit Sitz in Altscherbitz ernannt, womit auch in Altscherbitz, inzwischen ein Stadtteil von Schkeuditz, eine katholische Kirchengemeinde begründet wurde. Er bezog ein Zimmer im evangelischen Anstaltspfarramt und zelebrierte in der Anstaltskirche. Bereits im Juli 1946 wechselte P. Coelestin in das Bistum Hildesheim, und Vikar Anton Hrnčiř wurde am 5. September 1946 zu seinem Nachfolger ernannt. Im Sommer 1947 wechselte Hrnčiř in das Bistum Meißen. Da die Zahl der Katholiken in Altscherbitz gering war, wurde die Seelsorgestelle Altscherbitz nicht mehr besetzt, und die Katholiken in Altscherbitz wurden vom Geistlichen in Schkeuditz betreut.
Am 12. November 1962 zog Gerhard Wagner, seit 1956 Vikar in Schkeuditz, nach Gröbers und begründete dort eine zur Filialkirchengemeinde Schkeuditz gehörende Seelsorgestelle, die 1965 zur Filialkirchengemeinde erhoben wurde.
Zum 1. Oktober 2006 wurde die Pfarrei „St. Albanus“ in Schkeuditz in den bereits am 1. März 2006 errichteten Gemeindeverbund Halle Süd (Dreieinigkeit – St. Marien – Gröbers) eingegliedert. Der Gemeindeverbund Halle Süd umfasste damit neben den Kirchen Zur Heiligsten Dreieinigkeit und St. Marien in Halle sowie der St.-Marien-Kirche in Gröbers nun auch die St.-Albanus-Kirche in Schkeuditz. Damals gehörten rund 600 Katholiken zur Pfarrei Schkeuditz.
Um 2010 entstand aus dem Gemeindeverbund die heutige Pfarrei St. Franziskus in Halle, die Pfarrei St. Albanus in Schkeuditz wurde in diesem Zusammenhang aufgelöst.